# Gary Bennett
Pour les articles homonymes, voir Gary Bennett (homonymie) et Bennett.
Gary David Bennett Jr. (né le 17 avril 1972 à Waukegan, Illinois) est un joueur américain de baseball qui en Ligue majeure de baseball au poste de receveur.
Il est présentement agent libre.

## Biographie
Sélectionné par les Phillies de Philadelphie au 11e tour de la draft 1990 (284e choix global, Gary Bennett signe son premier contrat professionnel le 12 juin et rejoint l'Appalachian League pour sa première saison en ligue mineure. Il progresse dans l'organisation des Phillies avant de faire sa première apparition en Ligue majeure à la fin de la saison 1995 comme frappeur remplaçant lors d'une seule rencontre. En 1996, il joue principalement en Ligue internationale et n'est appelé que pour 6 matchs en fin de saison avec les Phillies. Libéré par la franchise, il rejoint alors les Pawtucket Red Sox, l'équipe affiliée des Red Sox de Boston en Ligue internationale en 1997, mais n'a pas l'occasion de jouer en Ligue majeure. En 1998, il revient dans l'organisation des Phillies et joue encore une fois en fin de saison lors de l'élargissement des effectifs au mois de septembre. En 1999, il participe à sa première saison complète en Ligue majeure mais ne participe qu'à 36 rencontres. Il commence la saison 2000 en Ligue internationale et participe au Match des étoiles Triple-A avant d'être appelé par les Phillies pour 12 matchs en juillet et août. Il revient pour la fin de saison après un passage en ligue mineure où il est nommé Meilleur joueur de son équipe avec une moyenne au bâton de 0,306, 12 circuits et 52 points produits.
En 2001, il joue d'abord 26 matchs avec les Phillies avant d'être transféré aux Mets de New York où il ne fait qu'une seule apparition comme frappeur remplaçant le 24 juillet. Il rejoint les Norfolk Tides, l'équipe affiliée des Mets en Triple-A, puis est de nouveau transféré le 23 août, cette fois vers les Rockies du Colorado. En 1 mois, il prend part à 19 rencontres, frappant avec une moyenne de 0,273. En 2002, il joue 90 matchs avec les Rockies comme titulaire derrière le marbre et frappe 4 circuits, son meilleur total en carrière. Il passe ensuite par les Padres de San Diego (2004), les Nationals de Washington (2005) et les Cardinals de Saint-Louis (2006).
En août 2006, il égale son record de circuits en une saison en l'espace d'une semaine (18-27 août). Il resigne un contrat d'une année avec les Cardinals le 28 novembre 2006 toujours comme receveur remplaçant. Il est libéré par les Cardinals le 2 novembre 2007. Le 13 décembre, son nom est cité dans le Rapport Mitchell sur l'usage des substances dopantes en Ligue majeure pour avoir acheté deux kits d'hormone de croissance à Kirk Radomski. Le 18 décembre, il signe un contrat d'une saison pour 825 000 $ pour jouer comme doublure de Russell Martin au poste de receveur. Depuis la signature du contrat, il a admis qu'il avait bien utilisé de l'hormone de croissance dans l'espoir d'accélérer la guérison d'une blessure au genou en 2003, jugeant après coup que « C'était une décision stupide. C'était une erreur. » (« It was a stupid decision. It was a mistake »)

## Statistiques de joueur
| Statistiques de frappeur |            |            |     |      |     |     |    |    |    |     |    |    |     |     |       |       |       |
| Saison                   | Équipe     | Ligue      | G   | AB   | R   | H   | 2B | 3B | HR | RBI | SB | CS | BB  | SO  | BA    | OBP   | SLG   |
| 1995                     | PHI        | MLB        | 1   | 1    | 0   | 0   | 0  | 0  | 0  | 0   | 0  | 0  | 0   | 1   | 0,000 | 0,000 | 0,000 |
| 1996                     | PHI        | MLB        | 6   | 16   | 0   | 4   | 0  | 0  | 0  | 1   | 0  | 0  | 2   | 6   | 0,250 | 0,333 | 0,250 |
| 1998                     | PHI        | MLB        | 9   | 31   | 4   | 9   | 0  | 0  | 0  | 3   | 0  | 0  | 5   | 5   | 0,290 | 0,378 | 0,290 |
| 1999                     | PHI        | MLB        | 36  | 88   | 7   | 24  | 4  | 0  | 1  | 21  | 0  | 0  | 4   | 11  | 0,273 | 0,298 | 0,352 |
| 2000                     | PHI        | MLB        | 31  | 74   | 8   | 18  | 5  | 0  | 2  | 5   | 0  | 0  | 13  | 15  | 0,243 | 0,371 | 0,392 |
| 2001                     | PHI        | MLB        | 26  | 75   | 8   | 16  | 3  | 1  | 1  | 6   | 0  | 0  | 9   | 19  | 0,213 | 0,294 | 0,320 |
| 2001                     | NYM        | MLB        | 1   | 1    | 0   | 1   | 0  | 0  | 0  | 0   | 0  | 0  | 0   | 0   | 1,000 | 1,000 | 1,000 |
| 2001                     | COL        | MLB        | 19  | 55   | 7   | 15  | 3  | 0  | 1  | 4   | 0  | 0  | 3   | 5   | 0,273 | 0,317 | 0,382 |
| 2002                     | COL        | MLB        | 90  | 291  | 26  | 77  | 10 | 2  | 4  | 26  | 1  | 3  | 15  | 45  | 0,265 | 0,314 | 0,354 |
| 2003                     | SDP        | MLB        | 96  | 307  | 26  | 73  | 15 | 0  | 2  | 42  | 3  | 0  | 24  | 48  | 0,238 | 0,296 | 0,306 |
| 2004                     | MIL        | MLB        | 75  | 219  | 18  | 49  | 14 | 0  | 3  | 20  | 1  | 0  | 22  | 32  | 0,224 | 0,297 | 0,329 |
| 2005                     | WSN        | MLB        | 68  | 199  | 11  | 44  | 7  | 0  | 1  | 21  | 0  | 1  | 21  | 37  | 0,221 | 0,298 | 0,271 |
| 2006                     | STL        | MLB        | 60  | 157  | 13  | 35  | 5  | 0  | 4  | 22  | 0  | 0  | 11  | 30  | 0,223 | 0,274 | 0,331 |
| 2007                     | STL        | MLB        | 59  | 155  | 12  | 39  | 7  | 0  | 2  | 17  | 1  | 1  | 8   | 16  | 0,252 | 0,286 | 0,335 |
| Totaux                   | 12 saisons | 12 saisons | 577 | 1669 | 140 | 404 | 73 | 3  | 21 | 188 | 6  | 5  | 137 | 270 | 0,242 | 0,303 | 0,327 |